# Warpaint (альбом)
Warpaint — другий студійний альбом американського альтернативного рок-гурту Warpaint, випущений 17 січня 2014 року на лейблі Rough Trade Records. Спродюсований Марком Еллісом і самим гуртом, альбому передував сингл «Love Is to Die». Його характеризують як дрим-поп.

## Список композицій
Автор музики і слів Warpaint. 
| #     | Назва             | Тривалість |
| ----- | ----------------- | ---------- |
| 1.    | «Intro»           | 1:51       |
| 2.    | «Keep It Healthy» | 4:02       |
| 3.    | «Love Is to Die»  | 4:52       |
| 4.    | «Hi»              | 5:11       |
| 5.    | «Biggy»           | 5:55       |
| 6.    | «Teese»           | 4:42       |
| 7.    | «Disco//Very»     | 4:04       |
| 8.    | «Go In»           | 4:00       |
| 9.    | «Feeling Alright» | 3:33       |
| 10.   | «CC»              | 3:48       |
| 11.   | «Drive»           | 5:12       |
| 12.   | «Son»             | 4:07       |
| 51:16 |                   |            |

## Персоналії
Warpaint
- Емілі Кокал — гітара, вокал (2, 3, 5, 6-8, 11)
- Дженні Лі Ліндберг — бас, вокал (7, 11)
- Стелла Мозгава — барабани
- Тереза Вейман — гітара, клавішні, вокал (2-4, 6-9, 12)

Студійний персонал
- Джон Кетлін – зведення
- Сесіл – запис, зведення
- Flood – продюсер, запис, зведення
- Найджел Ґодріч – зведення (3, 9)
- Стівен Маркуссен – мастерінг
- Сем Петтс-Девіс – асистент зведення (3, 9)
- Дрю Сміт – запис
- Джастін Сміт – запис
- Warpaint – продюсування, запис, зведення

Дизайн
- Кріс Каннінгем – фото, обкладинка
- Раві Дхар – додатковий фотограф
- Мія Кірбі – додатковий фотограф, обкладинка